# Kernera
Kernera é um género botânico pertencente à família Brassicaceae.